# Нова Весь-Шляхецька
Нова Весь-Шляхецька (пол. Nowa Wieś Szlachecka) — село в Польщі, у гміні Черніхув Краківського повіту Малопольського воєводства.
Населення — 827 осіб (2011).
У 1975-1998 роках село належало до Краківського воєводства.

## Демографія
Демографічна структура станом на 31 березня 2011 року:
|          | Загалом | Допрацездатний вік | Працездатний вік | Постпрацездатний вік |
| -------- | ------- | ------------------ | ---------------- | -------------------- |
| Чоловіки | 408     | 87                 | 275              | 46                   |
| Жінки    | 419     | 81                 | 240              | 98                   |
| Разом    | 827     | 168                | 515              | 144                  |